# 秘密委員会
秘密委員会（ひみついいんかい、ロシア語: Негласный комитет、ラテン文字転写の例：Neglasnyy komitet）は、ロシア皇帝アレクサンドル1世の治世当初に設置された非公式の諮問機関。委員会にはアレクサンドル1世の「若き友人たち」と呼ばれたパーヴェル・ストロガノフ、ニコライ・ノヴォシリツェフ、ヴィクトル・コチュベイ、アダム・イエジィ・チャルトリスキら、西欧の進歩的啓蒙思想に通じた青年貴族たちも含まれていた。
秘密委員会は1801年6月から1803年下旬まで続いた。委員会には上述の皇帝の「若き友人たち」を含む皇帝の側近によって組織された。また、委員会に正式に所属してはいなかったが、皇帝の政治顧問であったミハイル・スペランスキーも秘密委員会の討議に加わっている。
秘密委員会は、帝国の統治機構改革を議論する場として、元老院改革や1802年の省庁設置などの議題を審議した。また、秘密委員会は農奴問題についても注意を払い、土地政策に関する2、3の勅令を準備した。

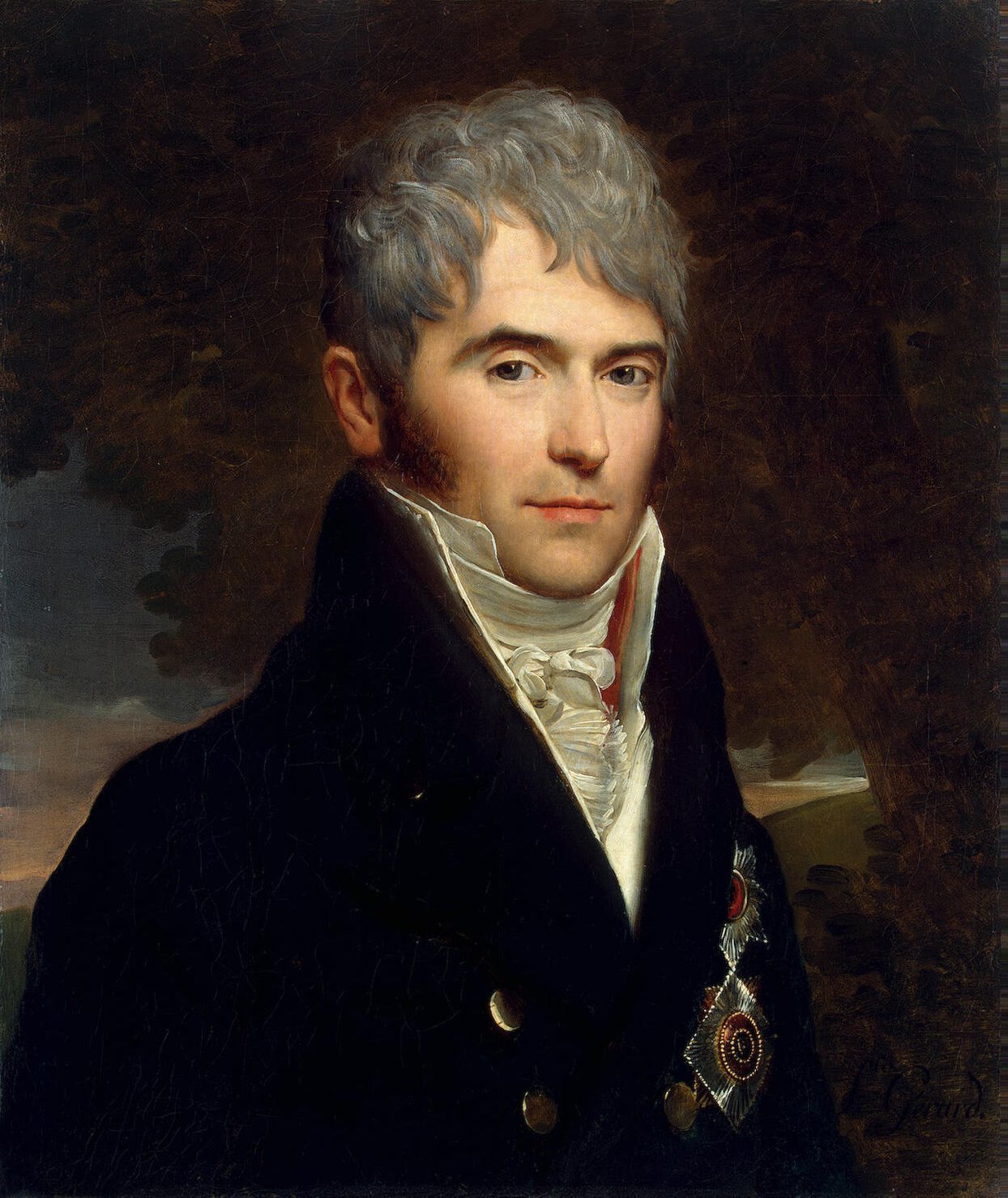
ヴィクトル・コチュベイ公爵
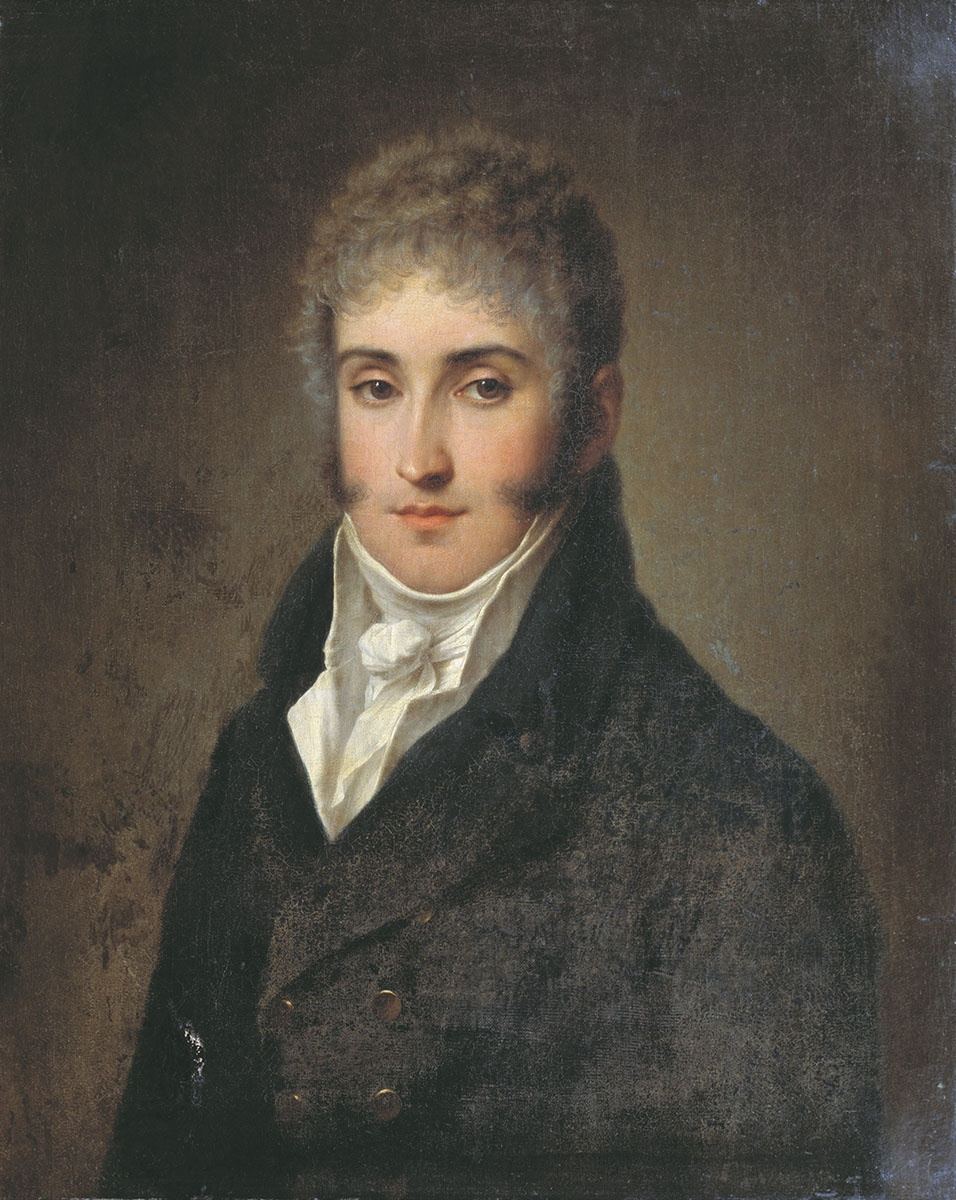
アダム・イエジィ・チャルトリスキ公爵
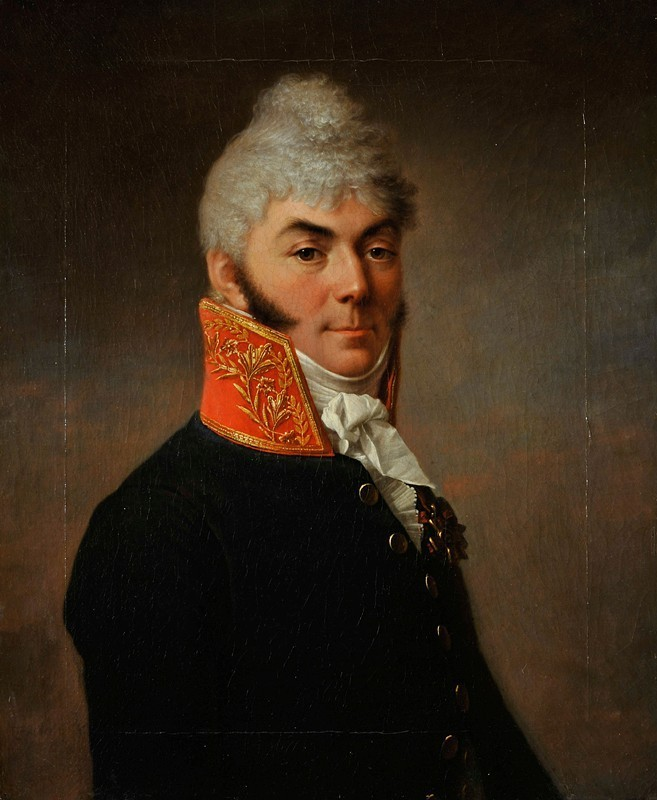
ニコライ・ノヴォシリツェフ伯爵
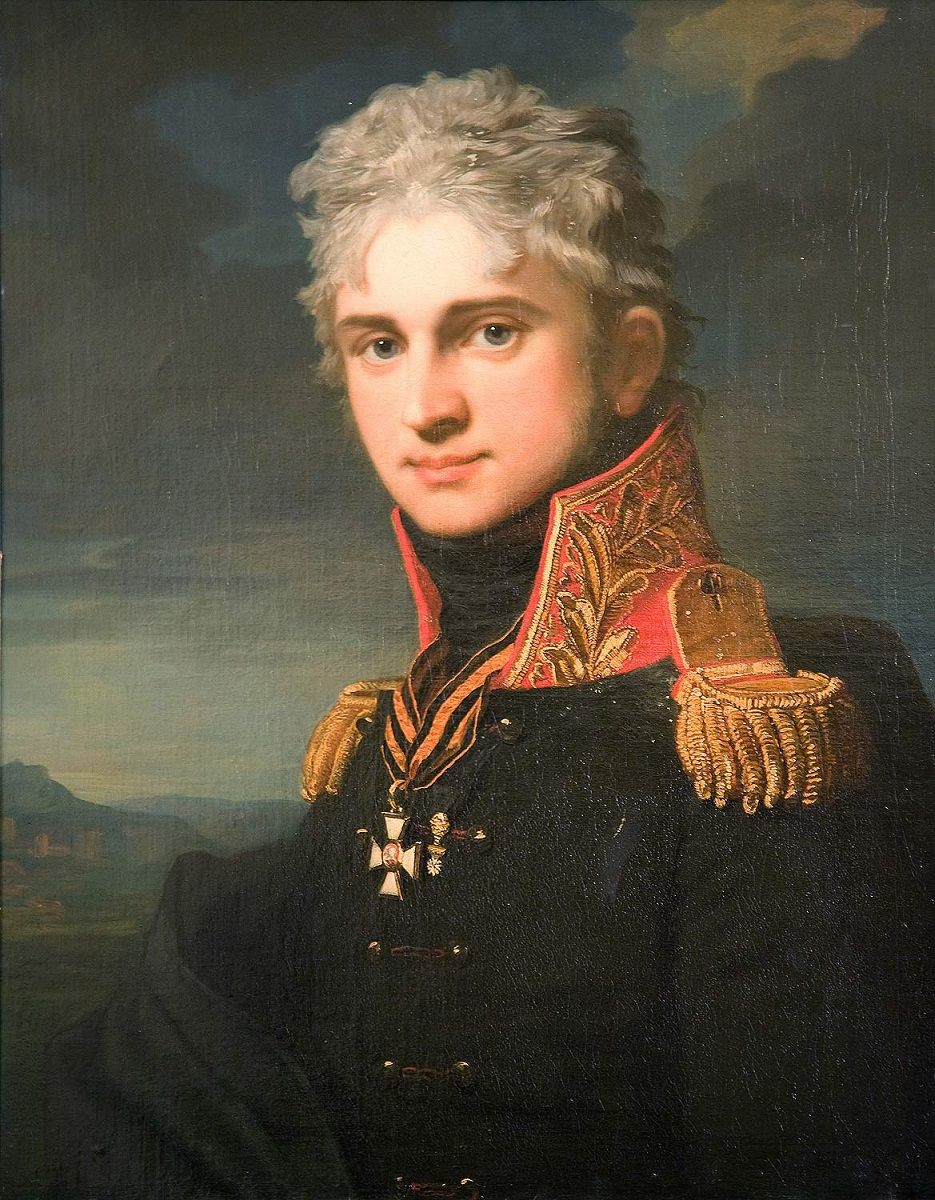
パーヴェル・ストロガノフ伯爵